# Дрогомышль
Дрогомышль (укр. Дрогомишль) — село в Яворовской городской общине Яворовского района Львовской области Украины.
Население по переписи 2001 года составляло 1176 человек. По данным сайта Postcode.in.ua в 2010 году составляло 1104 человека. Занимает площадь 1,907 км². Почтовый индекс — 81022. Телефонный код — 3259.